# Тефана (футбольний клуб)
Футбольний клуб «Тефана» (фр. Association Section Sportive Tefana Football) — таїтський футбольний клуб з Фаа, заснований у 1933 році. Виступає у Чемпіонаті Таїті. Домашні матчі приймає на стадіоні «Стад Луї Ганівет», місткістю 5 000 глядачів.

## Досягнення

### Національні
- Чемпіонат Таїті
  - Чемпіон: 2005, 2010, 2011, 2014/15
- Кубок Таїті
  - Володар: 2007, 2008, 2010, 2011, 2012, 2017

### Міжнародні
- Ліга чемпіонів ОФК
  - Фіналіст: 2012.